# Chevaigné-du-Maine
Chevaigné-du-Maine es una población y comuna francesa, en la región de Países del Loira, departamento de Mayenne, en el distrito de Mayenne y cantón de Couptrain.

## Demografía
| 446 | 394 | 340 | 288 | 230 | 206 |
| Para los censos de 1962 a 1999 la población legal corresponde a la población sin duplicidades (Fuente: INSEE [Consultar]) |     |     |     |     |     |